# Populorum Progressio
Populorum progressio (llatí: El progrés dels pobles) és una encíclica escrita pel Papa Pau VI, promulgada el 26 de març de 1967.
Està dedicada al desenvolupament dels pobles, a la cooperació entre aquests i al problema dels països en vies de desenvolupament; el dret a tenir unes condicions de treball raonables, a unir-se en sindicats i al destí universal dels recursos de la terra. El Papa denuncià que el desequilibri entre els països rics i pobres s'agreujava, criticava el neocolonialisme i afirmava el dret a tots els pobles al benestar. A més, presentava una crítica al capitalisme i al col·lectivisme marxista. Finalment, proposava la creació d'un foro mundial per ajudar els països en vies de desenvolupament.
Es tracta d'una de les encícliques més famoses i importants de Pau VI, tot i que en el seu moment va ser objecte de grans debats, com pel que fa al drets dels pobles a revelar-se fins i tot amb la força contra un règim opressor, així com de crítiques dels ambients més conservadors.
| «                               | La propietat privada no constitueix per a ningú un dret incondicional i absolut. No hi ha cap motiu per a reservar-se en ús exclusiu el que supera a la pròpia necessitat, quan als altres els manca el necessari. | » |
| — Populorum Progressio, num. 23 | |   |

Vint anys després, el Papa Joan Pau II publicà una altra encíclica, Sollicitudo rei socialis en commemoració del vintè aniversari de Populorum progressio. El 2009, Benet XVI promulgà Caritas in veritate, que de nou tractava diversos temes ja argumentats a Populorum progressio.